# メンシェヴィキ国際派
メンシェヴィキ国際派（メンシェヴィキこくさいは）はロシア社会民主労働党 (メンシェヴィキ)内の派閥であった。党内左派を代表するこの派閥は1917年5月に現れた。亡命から戻った数多くの政治指導者により結成され、最も知られたのはユーリー・マルトフであった。メンシェヴィキ国際派はダンやツェレテリの戦争擁護路線に反対した。メンシェヴィキ国際派は反戦の立場でメンシェヴィキを揺り動かそうとした。メンシェヴィキ国際派はトゥーラハリコフなど数か所でメンシェヴィキ党組織を牛耳った。党のペトログラート支部に対していくらかの支配を行った。
1917年8月のメンシェヴィキ党大会ではメンシェヴィキ国際派が集まった代表の3分の1ほどを代表した。大規模にメンシェヴィキ国際派が脱退し、1917年8月にボリシェヴィキに加入した。この中にユーリー・ラーリンがいた。
1918年1月の第3回ソビエト議会で行われた全露中央執行委員会の選挙でメンシェヴィキ国際派は306議席の内2議席を獲得した。

## 参照
1. 1 2 3 4  Rex A. Wade; Rex A.. Wade (21 April 2005). The Russian Revolution, 1917. Cambridge University Press. p. 213. ISBN 978-0-521-84155-9
2. ↑   Reprints from the Soviet Press: Current Articles, Speeches, Documents and Reports. (1968). p. 19